# Schiffswerft Trier
Schiffswerft Trier is een historische scheepswerf gevestigd in Trier, Duitsland. Het bedrijf werd oorspronkelijk opgericht in 1920 door slotenmaker Hans Boost onder de naam Schiffswerft Hans Boost. De werf groeide in de loop der jaren en verhuisde van het zuiden naar het noorden van Trier om grotere projecten aan te kunnen.

## Geschiedenis
De werf is in 1920 opgericht door Hans Boost en bleef 104 jaar lang in handen van de familie Boost. In juli 2024 werd de scheepswerf overgenomen door de rederij Personenschifffahrt Gebr. Kolb. Deze overname markeerde het einde van een familiebedrijf en het begin van een nieuwe fase voor de werf.

### Locatie
De werf beslaat een terrein van ruim 2,4 hectare en is de enige grote scheepswerf aan de Duitse zijde van de Moezel.

## Diensten
Behalve in scheepsbouw is de werf ook in andere sectoren actief:
- Scheepsbouw: reparatie, ombouw en modernisering, zoals het verlengen van schepen, nieuwbouw van achter- en voorschip, installatie van nieuwe aandrijfsystemen en inbouw van straalbuizen.
- Staalbouw: productie van staalconstructies, transportinstallaties, machineframes en tanks voor de chemische industrie.[1]
- Machinebouw: verspanende bewerkingen zoals draaien en frezen, reparatie en onderhoud van machines en installaties voor de tabaksverwerkende en voedingsmiddelensector en de landbouw.

Huidige schepen: Berlin · Bernkastel · Bernkastel-Kues · Europa · Eurostrand Leiwen · Germania · Gräfin Loretta · Kröver Reich · Maria von Beilstein · Marienburg · Moselkönigin · Moselprinzessin · Mosella · Moselperle · Nikolaus Cusanus · Riverdream · Romantica · St. Josef · Stadt Bonn · Stadt Rees · Stadt Zell · Theodor Heuss · Traben-Trarbach · Treis-Karden · Undine I · Undine II · Wappen von Bernkastel · Wappen von Cochem · Wappen von Trier
Historische schepen: Maria · Fortuna · Brunhilde · MS Nikolaus · MS Bebbi · Moselland
Scheepswerven:
Schiffswerft Gebr. Kolb · Schiffswerft Trier